# Rue de Louvain (Bruxelles)
 (février 2022).
Si vous disposez d'ouvrages ou d'articles de référence ou si vous connaissez des sites web de qualité traitant du thème abordé ici, merci de compléter l'article en donnant les références utiles à sa vérifiabilité et en les liant à la section « Notes et références ».
Pour les articles homonymes, voir Louvain (homonymie).
La rue de Louvain (en néerlandais: Leuvenseweg) est une rue de la ville de Bruxelles, en Belgique, reliant la rue Royale au Boulevard du Régent, à cheval sur le quartier des Libertés et le quartier Royal, dans le pentagone du centre-ville.
Elle tient son nom de la ville de Louvain, située à 25 km à l'est de Bruxelles, dans la province du Brabant flamand.

## Adresses notables
- no 1 : Centre de connaissances pour la Sécurité civile.
- no 7 : L'une des entrées du Sénat.
- no 13 : L'entrée arrière du Parlement fédéral.
- no 38 : Ministère de la Communauté française de Belgique.
- no 44 : Ministère des Chemins de fer.
- no 86 : Office des chèques postaux.

## Images

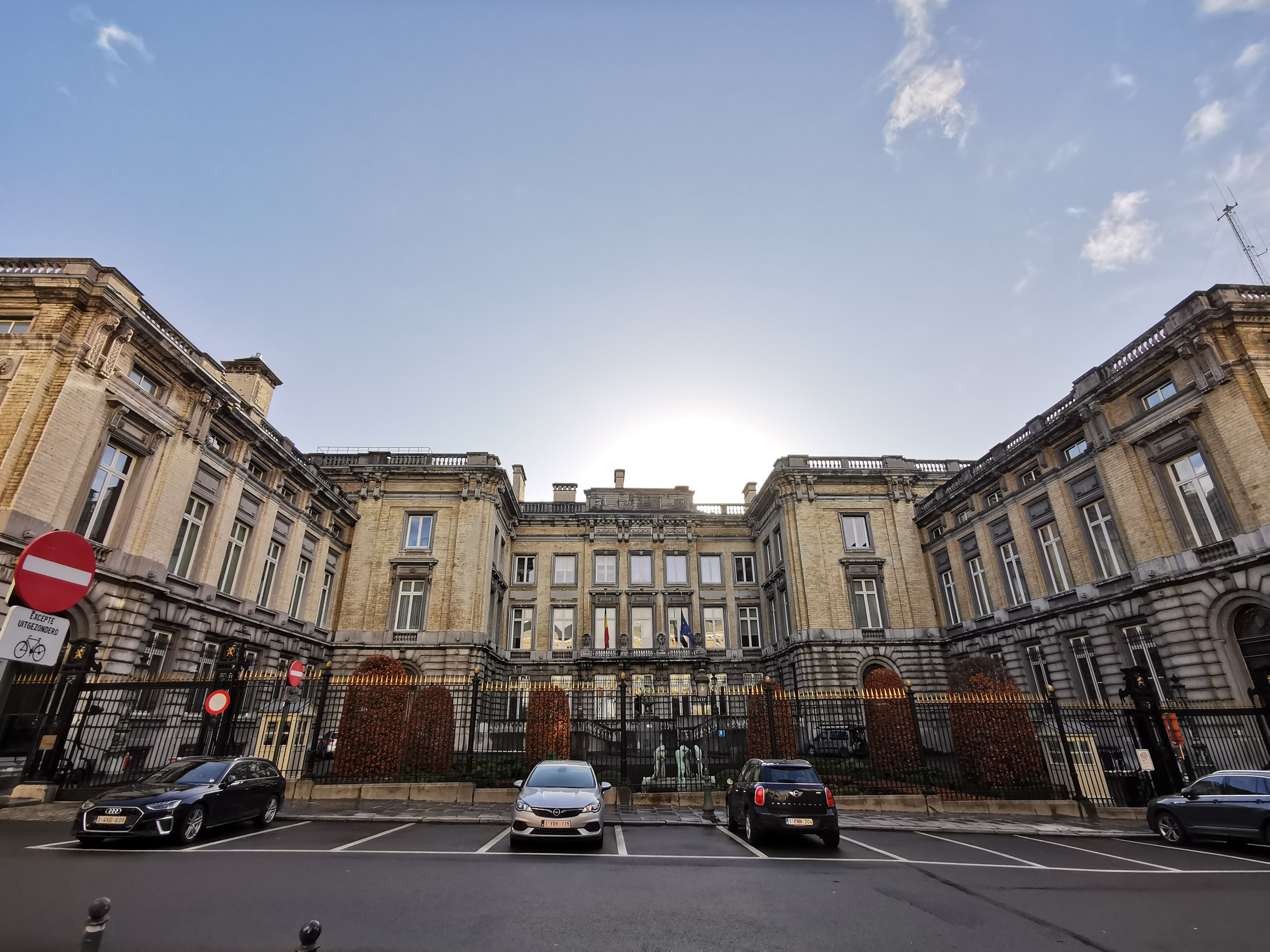
L'arrière du Parlement fédéral.
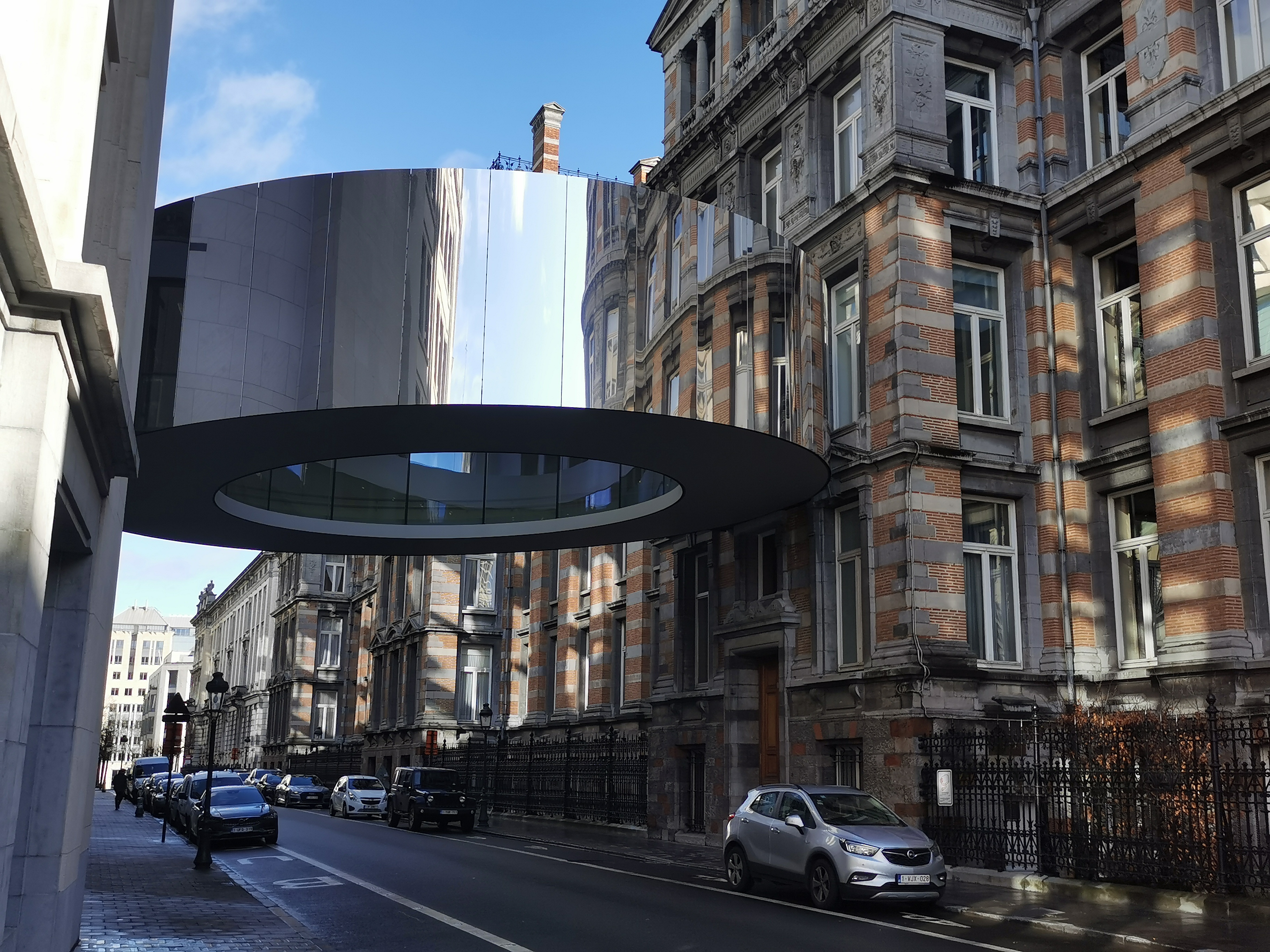
Le Ministère des Chemins de fer et la Passerelle Tondo.
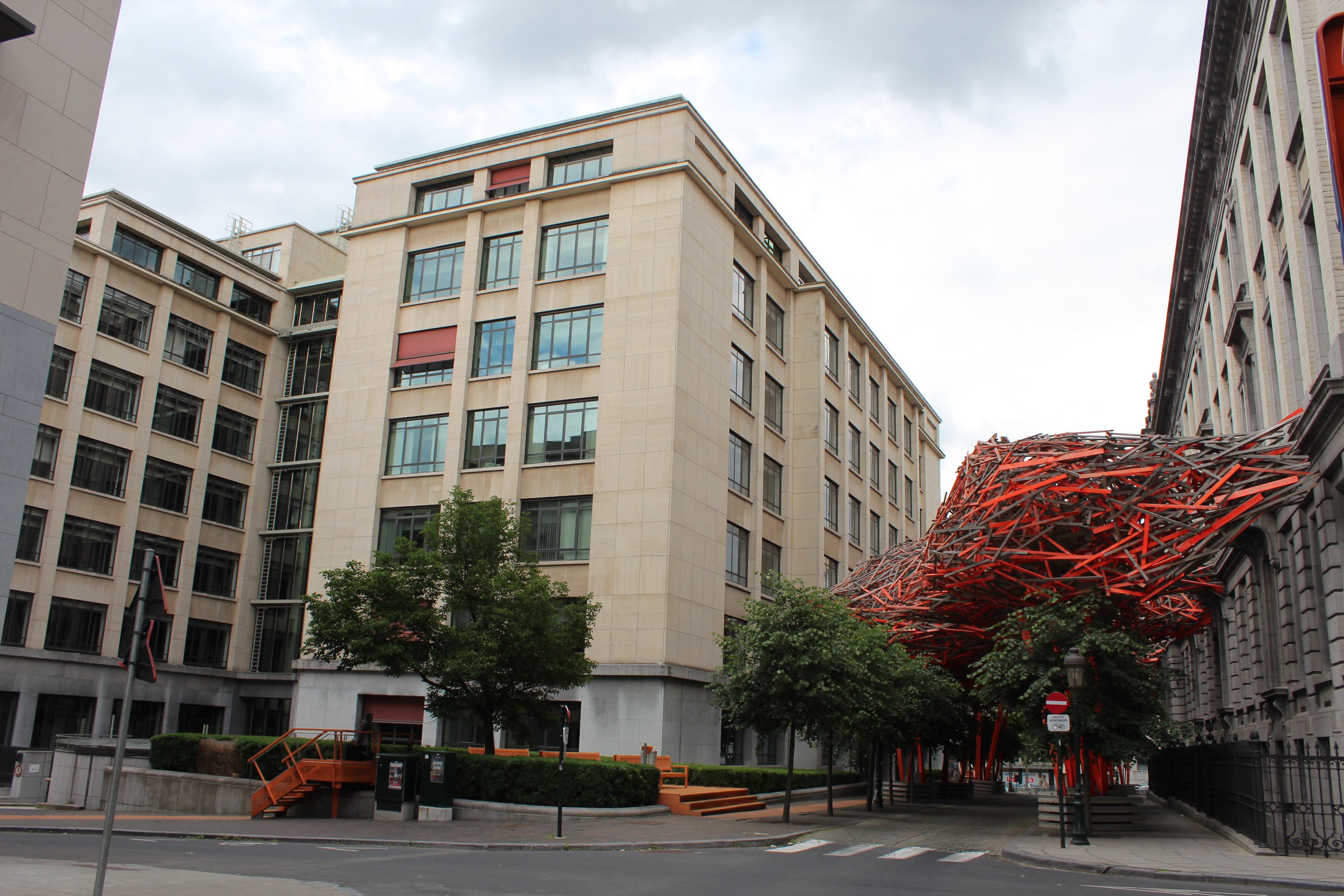
L'Office des chèques postaux.